# جون إدواردز (لاعب كرة قدم كندية)
جون إدواردز هو لاعب كرة قدم كندية كندي، ولد في 9 مارس 1912 في أوتاوا في كندا، وتوفي في 26 يوليو 2005 في كينغستون في كندا.